# کریستین آنگو
کریستین آنگو (فرانسوی: Christine Angot‎؛ زادهٔ ۷ فوریه ۱۹۵۹در شاتورو)، رمان‌نویس و نمایش‌نامه‌نویس فرانسوی است.

## زندگی‌نامه
کریستین آنگو که نام خانوادگی او تا قبل از نوجوانی کریستین شوارتز (Christine Schwartz) بوده، کودکی خود را با مادر و مادربزرگش در شهر شاتورو واقع در مرکز فرانسه گذرانده‌است. پدرش، پیر آنگو، که قبل از به دنیا آمدن او کانون خانوادگی را ترک گفته بود، تنها هنگامی که کریستین به سن چهارده سالگی رسید، از نظر قانونی فرزندی او را پذیرفت. کریستین بعد از این واقعه زادگاه خود را ترک کرد و به اتفاق مادرش در شهر رنس اقامت گزید. او پس از پایان دورهٔ دبیرستان، به تحصیل زبان انگلیسی و حقوق روی آورد و به ترتیب در دو رشتهٔ حقوق بین‌الملل عمومی و حقوق اروپا موفق به کسب مدارک فوق‌لیسانس و DEA شد. با این همه خیلی زود فهمید که علاقه‌ای به کار در رشتهٔ حقوق ندارد و ادبیات بیشتر برایش جذابیت دارد؛ بنابراین وارد این عرصه شد. او که پس از ازدواج، به همراه شوهر و دخترش در شهر نیس ساکن شد، یکسره به کار نوشتن پرداخت ولی رمانهای اولیه‌اش با اقبال عمومی روبه رو نگردید.
کریستین آنگو بعد از انتشار رمانی جنجال‌برانگیز با عنوان «زنا با محارم» (به فرانسوی: L'Inceste) (۱۹۹۹) کم و بیش به شهرت رسید. در این رمان که از نوع ادبی 'خودنگاری' (autofiction) است، راوی علاوه بر اشاره به رابطه همجنسگرایی کوتاه مدت، اعتراف می‌کند که پدرش در نوجوانی با او رابطهٔ جنسی داشته‌است. آنگو در پی آن دست به تألیفات موفق دیگری زد. او در کارنامهٔ خود در مجموع حدود بیست رمان، بیست و پنج نمایشنامه و فیلمنامه دارد. او تاکنون صاحب چند جایزهٔ نظیر جایزه ادبی (France Culture (۲۰۰۵ و جایزه دسامبر (۲۰۱۵) شده‌است. شایان ذکر است که کریستین آنگو در ۲۰۱۲ برندهٔ جایزه Prix Sade (که در ۲۰۰۱ برای بزرگداشت مارکی دو ساد بنیان گذاشته شده‌است) نیز شد ولی از پذیرفتن آن خودداری کرد.